# Любушки
Лю́бушки (босн. Ljubuški, серб. Љубушки, хорв. Ljubuški, сербохорв. Љубушки / Ljubuški) — город, центр одноимённой общины в Боснии и Герцеговине, расположенный в историческом регионе Герцеговина. Административно является частью Западногерцеговинского кантона Федерации Боснии и Герцеговины.

## Население

### 1971 год
- Всего — 28 269 (100 %)
- Хорваты — 26 198 (92,67 %)
- Боснийцы — 1812 (6,40 %)
- Сербы — 118 (0,41 %)
- Югославы — 49 (0,17 %)
- Другие — 92 (0,35 %)

### 1991 год

#### Община
- Всего — 28 340
- Хорваты — 26 127 (92,1 %)
- Боснийцы — 1592 (5,6 %)
- Югославы — 227 (0,8 %)
- Сербы — 65 (0,2 %)
- Другие — 329 (1,1 %)

#### Город
- Всего — 4198 (100 %)
- Хорваты — 2658 (63,31 %)
- Боснийцы — 1174 (27,96 %)
- Сербы — 53 (1,26 %)
- Югославы — 180 (4,28 %)
- Другие — 133 (3,19 %)

## История
Город впервые упоминается в 1444 году. Название Любушки происходит от древнеславянского имени Либуса, жены Правителя Герцеговины Герцога Степана.

## Югославские войны
Во время боснийской войны в Любушках была штаб-квартира Хорватских Оборонительных Сил.
Бранимир Главаш, хорватский генерал-майор во время Войны в Хорватии был признан виновным в убийствах и пытках сербских мирных жителей в городе Осиек и приговорён к 10 годам лишения свободы. Тем не менее, Владимир Шишлагич, лидер политической партии «Хорватский Демократический союз Славонии и Бараньи», основанной Главашем после того, как он покинул Хорватское демократическое содружество, заявил на суде о том, что Главаш был «в ином месте». После этого Главаш сбежал из Хорватии в Любушки. Существует мнение, что он получил гражданство в Боснии и Герцеговине.

## Спорт
В городе существует гандбольный клуб ХГК «Извиджач» и футбольный клуб «Бигесте Любушки».

## Известные люди
- Ловро Шитович, писатель.
- Мехмед-бек Капетанович Любушак, политик и поэт.
- Иван Музыка, лидер Герцеговинского восстания (1875—1878).
- Петр Томич, герой Второй Мировой Войны, награждён медалью почёта.
- Векослав Вранчич, министр торговли Независимого государства Хорватия, писатель.
- Звонимир Ремета, писатель.
- Исидор Папо, врач-кардиохирург, доктор медицинских наук.
- Милислав Семиз, пилот Королевских ВВС Югославии.
- Луциан Кордич, поэт.
- Веселко Короман, писатель.
- Блаж Кралевич, командир Хорватских Оборонительных Сил Боснии и Герцеговины.
- Денис Бунтич, игрок хорватской сборной по гандболу.
- Мирко Алилович, игрок хорватской сборной по гандболу.
- Гордан Буноза, игрок боснийской сборной по футболу.